# Missionarie del Sacro Cuore di Gesù ad Gentes
Le Missionarie del Sacro Cuore di Gesù "ad Gentes" (in spagnolo Misioneras del Sagrado Corazón de Jesús "Ad Gentes") sono un istituto religioso femminile di diritto pontificio.

## Storia
La congregazione fu fondata il 12 dicembre 1949 a Chietla, nello stato messicano di Puebla, dal sacerdote Manuel Aguilar Vergara insieme con Evangelina Quevedo García.
Ricevette il riconoscimento di istituzione di diritto pontificio il 18 ottobre 2009.

## Attività e diffusione
Le suore si dedicano all'attività missionaria, alla catechesi e al servizio nei collegi.
Oltre che in Messico, sono presenti in Angola, Italia e Stati Uniti d'America; la sede generalizia è a Huamantla.
Alla fine del 2015 l'istituto contava 100 religiose in 22 case.